# Diesel (moteur de jeu)
Pour les articles homonymes, voir Diesel.
Diesel est un moteur de jeu développé et utilisé par la société GRIN. Le moteur est créé à l'origine pour le jeu Ballistics, développé par le même studio. Des versions améliorées du moteur sont ensuite utilisées pour d'autres jeux.

## Jeux utilisant Diesel
- 2001 : Ballistics[1]
- 2003 : Bandits: Phoenix Rising (en)

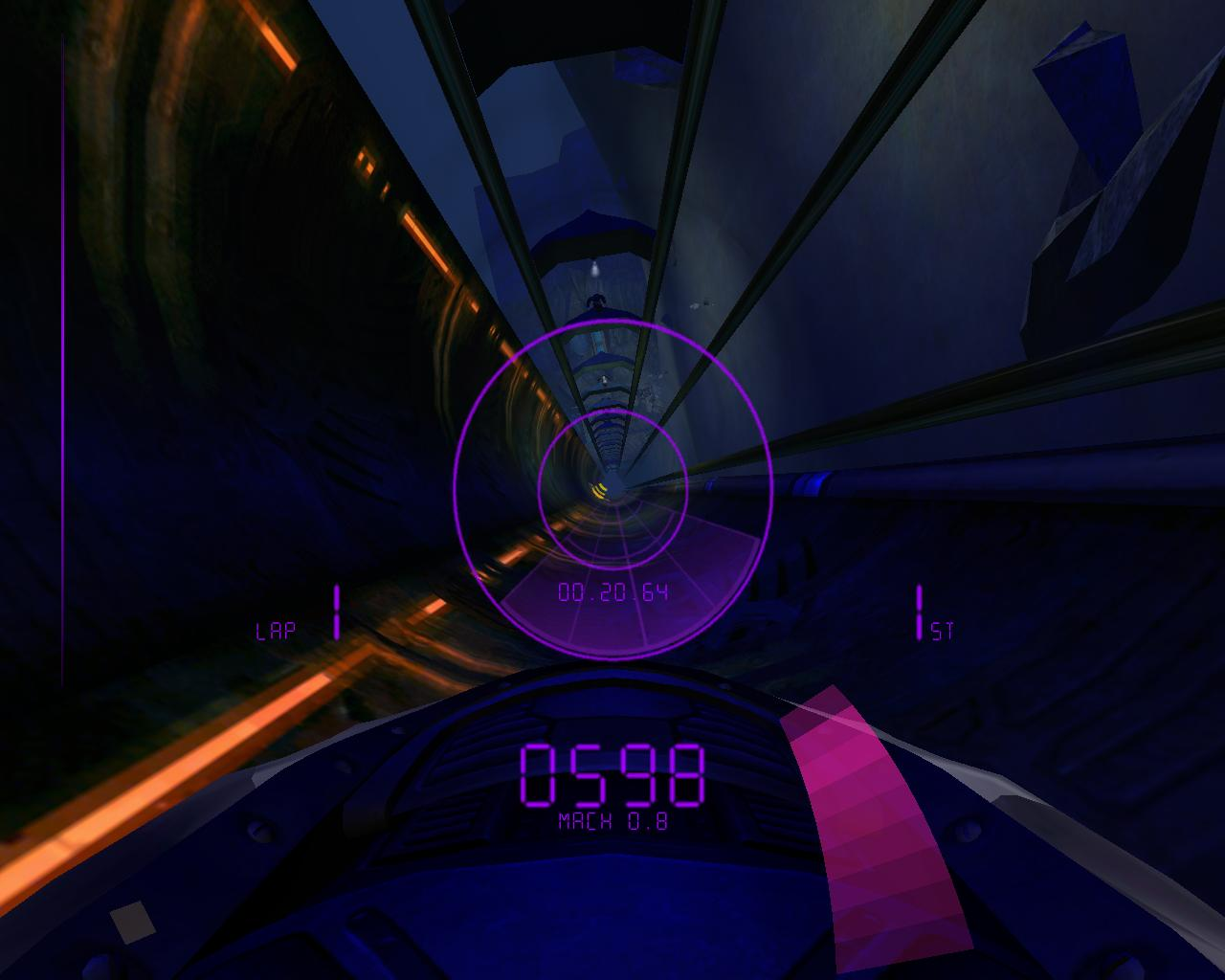
Ballistics est le premier jeu à utiliser le moteur Diesel.

- 2004 : FlatOut (Xbox, PlayStation 2, Windows)
- 2006 : Tom Clancy's Ghost Recon Advanced Warfighter (PC, engine v6)
- 2007 : Tom Clancy's Ghost Recon Advanced Warfighter 2 (PC, engine v7)
- 2008 : Bionic Commando Rearmed (Xbox 360, PlayStation 3, Windows)
- 2009 : Bionic Commando (Xbox 360, PlayStation 3, Windows)
- 2009 : Wanted : Les Armes du destin (Xbox 360, PlayStation 3, Windows)
- 2009 : Terminator Renaissance (Xbox 360, PlayStation 3, Windows)
- 2010 : Lead and Gold: Gangs of the Wild West (Xbox 360, PlayStation 3, Windows)
- 2011 : Bionic Commando Rearmed 2 (Xbox 360, PlayStation 3)
- 2011 : Payday: The Heist (PlayStation 3, Windows)[2]
- 2013 : Payday 2 (Xbox 360, PlayStation 3, Windows)
- 2017 : Raid: World War II (Windows, PlayStation 4, Xbox One)